# Cophanta occidentalis
Cophanta occidentalis là một loài bướm đêm trong họ Noctuidae.